# Oregon Route 35
Az Oregon Route 35 (OR-35) egy oregoni állami országút, amely észak–déli irányban a 26-os szövetségi országút Government Camp-i elágazásától a 30-as szövetségi út Hood River-i csomópontjáig halad.
Az út két szakaszból (Mt. Hood Highway No. 26 és Historic Columbia River Highway No. 100) áll.

## Leírás
A szakasz Government Camptől keletre, a 26-os szövetségi út csomópontjánál kezdődik. Az északkeleti irányban induló pálya három folyó keresztezése után déli irányban egy ellipszis irányú kitérőt tesz, majd újra északkeletre halad. A Hood-hegy turistaútvonalait elhagyva északra fordul, majd Mount Hoodba, a 281-es út parkdale-i elágazásához érkezik. A nyomvonal Pine Grove után a Hood-folyó keleti partján vezet, majd Hood Rivertől keletre, a U.S. Route 30 kereszteződésénél végződik.

### A washingtoni szakasz tervezete
1997-ben Washington állam illetékesei egy új, a Washington State Route 14-et a Columbia-folyón át az Oregon Route 35-tel vagy az Interstate 84-gyel összekötő szakasz létesítését indítványozták. 2001 elején bejelentették, hogy elkezdték a State Route 35-ös jelzést kapó szakasz környezeti hatástanulmányának előkészítését, 2004 szeptemberére pedig elkészült az „SR-35 Columbia River Crossing” nyomvonalának megvalósíthatósági tanulmánya. A projekt forráshiány miatt végül elakadt, de a Hood River-i kikötő saját, a helyi híd felújítására létrehozott alapján keresztül nyolcmillió dollárért cserélte a híd szerkezeti elemeit, pilléreit és szalagkorlátjait.

### Földcsuszamlások
| Földcsuszamlások |

Az útvonalat 1907 augusztusa és 2006. november 7-e miatt húsz alkalommal kellett lezárni a környező vizek áradása miatt, ebből öt 1998 szeptembere óta történt.
A legutóbbi alkalommal az 57–80. mérföldkövek (92–129. kilométer) között kellett az utat lezárni, mert a korábbiakhoz hasonlóan a Fehér-folyó a kanyonból törmeléket mosott az útra. A szakasz történetének legnagyobb áradása során a folyómeder a Zöldalma-pataktól északkeletre tolódott el, valamint a Mount Hood Meadows síközpont mindkét irányból megközelíthetetlenné vált, ezenfelül 6–9 méter mélyen maga alá temetett két parkolót, több kilométernyi sípályát és -túraútvonalat, valamint számos erdészeti szervizutat.
A tervek szerint a helyreállítással december 15-re készültek volna el, de az utat már 9-én megnyitották.

## Fordítás
Ez a szócikk részben vagy egészben  az   Oregon Route 35 című angol Wikipédia-szócikk ezen változatának fordításán alapul.  Az eredeti cikk szerkesztőit annak laptörténete sorolja fel. Ez a jelzés csupán a megfogalmazás eredetét és a szerzői jogokat jelzi, nem szolgál a cikkben szereplő információk forrásmegjelöléseként.